# Alfred J. Lotka
Alfred James Lotka (født 2. marts 1880 i Lemberg, Østrig-Ungarn, død 5. december 1949 i Red Bank, New Jersey, USA) var en amerikansk matematiker, fysisk kemiker og statistiker.

## Opvækst og uddannelse
Alfred James Lotka blev født 5. december 1880 i det daværende Lemberg i Østrig-Ungarn, som nu hedder Lviv og ligger Ukraine. Hans forældre Jacques and Marie Doebely Lotka var amerikanske missionærer.
Alfred Lotka voksede op i Frankrig, blev Bachelor of Science ved Birmingham University i England i 1901 og studerede efterfølgende kemi i et år ved Leipzig Universitet i Tyskland hvor han blev påvirket af Wilhelm Ostwald. I 1902 flyttede han til USA hvor han arbejdede i forskellige jobs af kortere varighed, skrev artikler om fysisk biologi samt studerede på Cornell University hvorfra han fik en kandidatgrad i 1909. I 1912 fik Alfred Lotka en doktorgrad fra Birmingham baseret på 12 videnskabelige artikler, som han havde skrevet.

## Matematisk biologi
Lotka begyndte i stigende grad at anvende matematiske metoder inden for biologi. I 1920 skrev han artiklen "Analytical note on certain rhythmic relations in organic systems", hvori han beskriver hvordan vekselvirkningen mellem populationer af rovdyr og byttedyr kan føre til vedvarende svingninger i størrelsen af populationerne. Vito Volterra, som ikke kendte Lotkas arbejde, lavede samme analyse i 1926, og modellen kendes nu som Lotka-Volterra-ligningerne.
I 1925 udgav Lotka bogen Elements of Physical Biology hvor han behandlede forholdet mellem rovdyr og byttedyr, eller mellem parasit og værtsorganisme, yderligere. Bogen blev genoptrykt i 1956 med titlen Elements of Mathematical Biology, og den er nu en klassiker indenfor økologi.

## Statistiker og demograf
I 1924 fik Alfred Lotka arbejde som statistiker og demograf i livsforsikringsselskabet Metropolitan Life Insurance Company (MetLife), hvor han var ansat indtil han gik på pension i 1947. På trods af den ikke-akademiske karriere som statistiker i et forsikringsselskab vedblev Alfred Lotka med at skrive videnskabelige artikler og var anerkendt i den akademiske verden for sit arbejde. Han skrev meget om demografiske emner og anses som en af grundlæggerne af disciplinen matematisk demografi. Han skrev om mange emner spændende fra malaria-epidemiologi, befolkningsprognoser, sterilitet i ægteskaber, familers uddøden til livslængde og mange andre ting.

## Organisationsarbejde
Alfred Lotka var aktiv i mange organisationer. Han var formand for Population Association of America i 1938-1939 og formand for American Statistical Association i 1942, næstformand i International Union for the Scientific Investigation of Population Problems i 1948-1949, formand for United States National Committee of the Union i 1948-1949. Han var fellow i American Public Health Association, American Statistical Association, American Association for the Advancement of Science og Institute of Mathematical Statistics, og medlem af adskillige andre selskaber.

## Produktion
Lotka skrev i alt over 100 videnskabelige artikler om emner som matematisk analyse af befolkningstal og evolution, forsikringsvidenskab, teoretisk og anvendt demografi, matematik, fysik, kemi, biologi og økonomi. Han skrev bøgerne Elements of Physical Biology (1925) og Theorie Analytique des Associations Biologiques (to bind i hhv. 1934 og 1939), og var med medforfatter til bøgerne The Money Value of a Man (1930), Length of Life (1936) og Twenty-five Years of Health Progress (1937) sammen med Louis I. Dublin, som også arbejdede ved MetLife.
Alfred Lotka blev gift med Romola Beattie i 1935. De fik ingen børn. Efter han gik på pension i 1947, arbejdede han med at revidere og oversætte Theorie Analytique des Associations Biologiques til engelsk. Alfred Lotka døde 5. december 1949 i Red Bank, New Jersey.